# Кабанес, Пау
Па́у Кабане́с де ла То́рре (исп. Pau Cabanes de la Torre; 17 февраля 2005, Бурриана) — испанский футболист, нападающий клуба «Вильярреал».

## Клубная карьера
Выступал за молодёжные команды «Бурриана» и «Депортиво Рода», а в 2019 году присоединился к академии «Вильярреала». В 2022/23 снова занимался в системе «Рода». 12 марта 2023 года дебютировал за «Вильярреал С» в матче Терсеры Федерасьон против «Хове». 24 сентября 2023 года в поединке против «Асеро» забил свой первый гол в карьере.
20 мая 2024 года в составе резервной команды дебютировал в профессиональном футболе, выйдя на замену Хорхе Паскуалю в матче Сегунды против «Альбасете».
30 сентября 2024 года дебютировал в основном составе «Вильярреала» в матче Ла Лиги против «Лас-Пальмаса», выйдя на замену Ильясу Ахомашу. 29 октября в поединке Кубка Испании против «Побленсе» забил свой первый гол за «Вильярреал». 21 декабря 2024 года в матче против «Леганеса» впервые отличился мячом в Ла Лиге.